# Co ty królu złoty
Co ty królu złoty – album Moniki Borys wydany w roku 2008.

## Lista utworów
1. "Co ty królu złoty" (DJ Adamus Remix)
2. "Pałka zapałka"
3. "Kochaj albo rzuć"
4. "Zatrzymaj mnie"
5. "W taką noc"
6. "Twoje dłonie"

## Twórcy
1. sł. Jacek Cygan, muz. Jarosław Kukulski, aranż. DJ Adamus
2. sł. Mikołaj Cieślak, muz. Zbyszek „Le Man” Lemański
3. sł. i muz. Monika Borys, aranż. Zbyszek „Le Man” Lemański
4. sł. i muz. Monika Borys, aranż. Zbyszek „Le Man” Lemański
5. sł. Mikołaj Cieślak, muz. Piotr Kominek
6. sł. Mikołaj Cieślak, muz. Piotr Kominek